# Popjustice
POPJustice é um site britânico, do gênero blog e fórum de discussão, fundado por Peter Robinson em meados de 2000. O site foi criado para celebrar as melhores canções pop e combina "notícias sobre música, críticas brutais, todas hilárias e ofuscantemente corretas", nas palavras de um repórter do Observer. Em 2008, o periódico britânico The Observer elegeu-o o 43.º blog mais popular do planeta, definindo-o como "o lar da música pop após a extinção da revista Smash Hits".

## POPJustice £20 Music Prize
Em 2003, Peter Robinson fundou a premiação POPJustice £20 Music Prize, visando ao reconhecimento dos melhores singles de estilo pop do Reino Unido — uma alternativa ao Mercury Prize Award, que celebra os melhores álbuns.
Lista de vencedores
| Ano  | Artista        | Canção                |
| ---- | -------------- | --------------------- |
| 2003 | Girls Aloud    | "No Good Advice"      |
| 2004 | Rachel Stevens | "Some Girls"          |
| 2005 | Girls Aloud    | "Wake Me Up"          |
| 2006 | Girls Aloud    | "Biology"             |
| 2007 | Amy Winehouse  | "Rehab"               |
| 2008 | Girls Aloud    | "Call the Shots"      |
| 2009 | Girls Aloud    | "The Promise"         |
| 2010 | Example        | "Kickstarts"          |
| 2011 | The Saturdays  | "Higher"              |
| 2012 | Will Young     | "Jealousy"            |
| 2013 | CHVRCHES       | "The Mother We Share" |
| 2014 | Little Mix     | "Move"                |
| 2015 | Little Mix     | "Black Magic"         |
| 2016 | Zayn           | "Pillowtalk"          |